# بیست و نهمین دوره جوایز منتخب منتقدان
بیست و نهمین دوره جوایز منتخب منتقدان (انگلیسی: 29th Critics' Choice Awards)، در ۱۴ ژانویه ۲۰۲۴، در فرودگاه سانتا مونیکا، کالیفرنیا در سانتا مونیکا، کالیفرنیا، به افتخار بهترین دستاوردها فیلمسازی و برنامه‌های تلویزیونی در سال ۲۰۲۳ ارائه شدند. این مراسم در سی‌دابلیو و مجری آن چلسی هندلر پخش شد و دومین سال متوالی او میزبانی مراسم بود.
مانند سه سال گذشته، نامزدهای سینما و تلویزیون به‌طور جداگانه اعلام شد. نامزدهای تلویزیونی در 5 دسامبر 2023 اعلام شدند.
نامزدهای فیلم در 13 دسامبر 2023 اعلام شد.

"باربی (فیلم)" با رکوردشکنی هجده نامزدی فیلم پیشتاز شد و پس از آن اوپنهایمر (فیلم) و بیچارگان (فیلم) با هر کدام سیزده نامزدی برنامه صبحگاهی (مجموعه تلویزیونی) با شش نامزدی تلویزیونی، و پس از آن وراثت (مجموعه تلویزیونی) با پنج نامزدی اول شد.